# Marvelise
Marvelise település Franciaországban, Doubs megyében. Lakosainak száma 150 fő (2022. január 1.). Marvelise Gémonval, Onans és Belles-Fontaines községekkel határos.

## Népesség
A település népességének változása:
| Lakosok száma | 90   | 134  | 119  | 153  | 146  | 158  | 165  | 162  | 158  | 150  |
|               | 1968 | 1982 | 1990 | 2006 | 2013 | 2015 | 2017 | 2019 | 2020 | 2022 |